# 布里格
布里格（德語：Brig）是瑞士联邦瓦莱州布里格区市镇布里格-格利斯的一部分，海拔高度为684米。1972年以前，布里格曾经具有市镇地位。1972年1月1日，布里格与格利斯以及布里格巴德合并，形成了新的市镇布里格-格利斯。